# Cyberfoot
Cyberfoot é uma série de jogos de gerenciamento de clubes de futebol (manager) para Windows e Android, distribuída pela SiliconAction e lançada inicialmente em 2007. É a versão internacional do popular jogo Brasfoot, traduzido para 13 idiomas.

## Características
É possível jogar campeonatos e copas nacionais, campeonatos internacionais, estaduais (só no Brasil) e jogos com seleções. Se ele tiver bons resultados, pode ser chamado por equipes melhores, se não, corre o risco de ser demitido e ter que treinar clubes mais fracos.
Como treinador, é possível escalar os jogadores, formular táticas e improvisar as posições dos jogadores. O técnico é o responsável pelas finanças do clube onde treina, podendo negociar os direitos e salário dos jogadores, controlar o preço dos ingressos e ampliar o estádio.
Cada futebolista tem um valor para sua força, que tende a diminuir conforme ele envelheça, e até duas características, entre dez possíveis, nas quais ele se destaca mais. Aquele que for artilheiro em alguns campeonatos proporciona uma premiação para seu time.
O Cyberfoot possui um editor de times que permite fazer diversas alterações, deleções e adições de equipes e jogadores.
A partir de 2018 só há versões para Android.